# Amaralia
Amaralia — рід з підродини Aspredininae родини Широкоголові соми ряду сомоподібних риб. Має 2 види.

## Опис
Загальна довжина представників цього роду коливається від 13 до 18,2 см. Голова пласка і широка. Є поєднання лобкової та верхньопотиличної кісток. Очі маленькі. З боків рота є 1 пара коротких вусиків. У них 4 зябрових тичинок. Тулуб подовжено, сплощено зверху. Спинний плавець має багато променів. Грудні плавці великі. Черевні плавці та анальний плавець майже однакового розміру. Промені ребристі. Хвостове стебло довге, у хвостового плавця 9 променів.
Забарвлення спини та боків коричневе, темно-сіре або чорне. Черево набагато світліше.

## Спосіб життя
Біологія вивчена замало. Воліють до гирла річок. Ведуть потайний спосіб життя. Активні вночі. Днем повністю зариваються в ґрунт. Захоплені зненацька соми прикидаються мертвими, підгортаючи хвіст до тулуба. При цьому риби не подають жодних ознак життя, навіть якщо їх перевернути на спину або витягнути з води. Живляться безхребетними (комахами і личинками наземних і водних комах), детритом та дрібними рибами.

## Розповсюдження
Мешкають в басейні річок Амазонка, Парана та Парагвай.

## Акваріум
Для цих сомів потрібно не дуже високий акваріум (35-40 см). Температура утримання 22-26 °C. На дно насипають дрібний пісок темного кольору. Рослини не потрібні. Із декорацій підійдуть невеликі гіллясті корчі. Утримувати можна групою або поодинці.
Сусідами можуть бути лорікарієві і середнього розміру тетри — брахіхальцінуси, роебоідеси. Дрібних рибок можуть зжерти. Сомів з роду корідоросів краще виключити зі спільноти. Не варто підселювати до них цихлід. Винятки становлять цихліди апістограмми, кренікари і дікроруси. Потрібно годувати живими кормами, замінником (фарш з морепродуктів), перед вимиканням світла.

## Види
- Amaralia hypsiura
- Amaralia oviraptor